# Енн Паттерсон
Енн Вудс Паттерсон (англ. Anne Woods Patterson; нар. 1949) — американський дипломат, співробітник Дипломатичної Служби США. В цей час вона виступає як Помічник Держсекретаря США у справах Близького Сходу. Вона раніше обіймала пост посла США в Єгипті до 2013 року і була послом США в Пакистані з липня 2007 року по жовтень 2010 року.